# Francisco Sánchez Silva
Francisco Javier Sánchez Silva (Viña del Mar, 2 giugno 1985) è un calciatore cileno, centrocampista dell'Unión La Calera.

## Carriera

### Club
Ha giocato nella prima divisione cilena.

### Nazionale
Ha partecipato ai Mondiali Under-20 del 2005.

## Palmarès

### Club

#### Competizioni nazionali
- Campionato cileno: 1

Everton: Apertura 2008
- Primera B: 1

Everton: 2003